# Навотас
Навотас (філіппін. Lungsod ng Navotas) — високоурбанізоване місто 1-го класу в національному столичному регіоні Філіппін. За даними перепису 2020 року, населення становить 247 543 особи.
Його називають центром комерційного рибальства на Філіппінах, оскільки місто має третій за величиною рибний порт в Азії та найбільший у Південно-Східній Азії. Незважаючи на те, що місто було засновано 20 грудня 1827 року, день заснування відзначається щороку 16 січня, в день, коли в 1906 році він остаточно відокремився від міста Малабон. Навотас став високоурбанізованим містом 24 червня 2007 року.

## Географія

#### Топографія
Навотас — прибережне місто в північно-західній частині Національного столичного регіону. Це вузька смуга землі із загальною береговою лінією приблизно 4,5 км (2,8 милі). На півночі він межує з Обандо, Булакан вздовж потоку Сукол, який відокремлює його від Балту; на півдні місто Маніла; на сході міста Малабон і Калукан і водойми, такі як річка Бінуанган, річка Даанг Каваян, річка Дампаліт, річка Батасан, річка Навотас, канал Бангкуласі, канал Малабон і Естеро де Майпаджо; і на заході Манільською затокою.

## Міста-побратими
Маніла, Філіппіни
Параньяке, Філіппіни

## Галерея

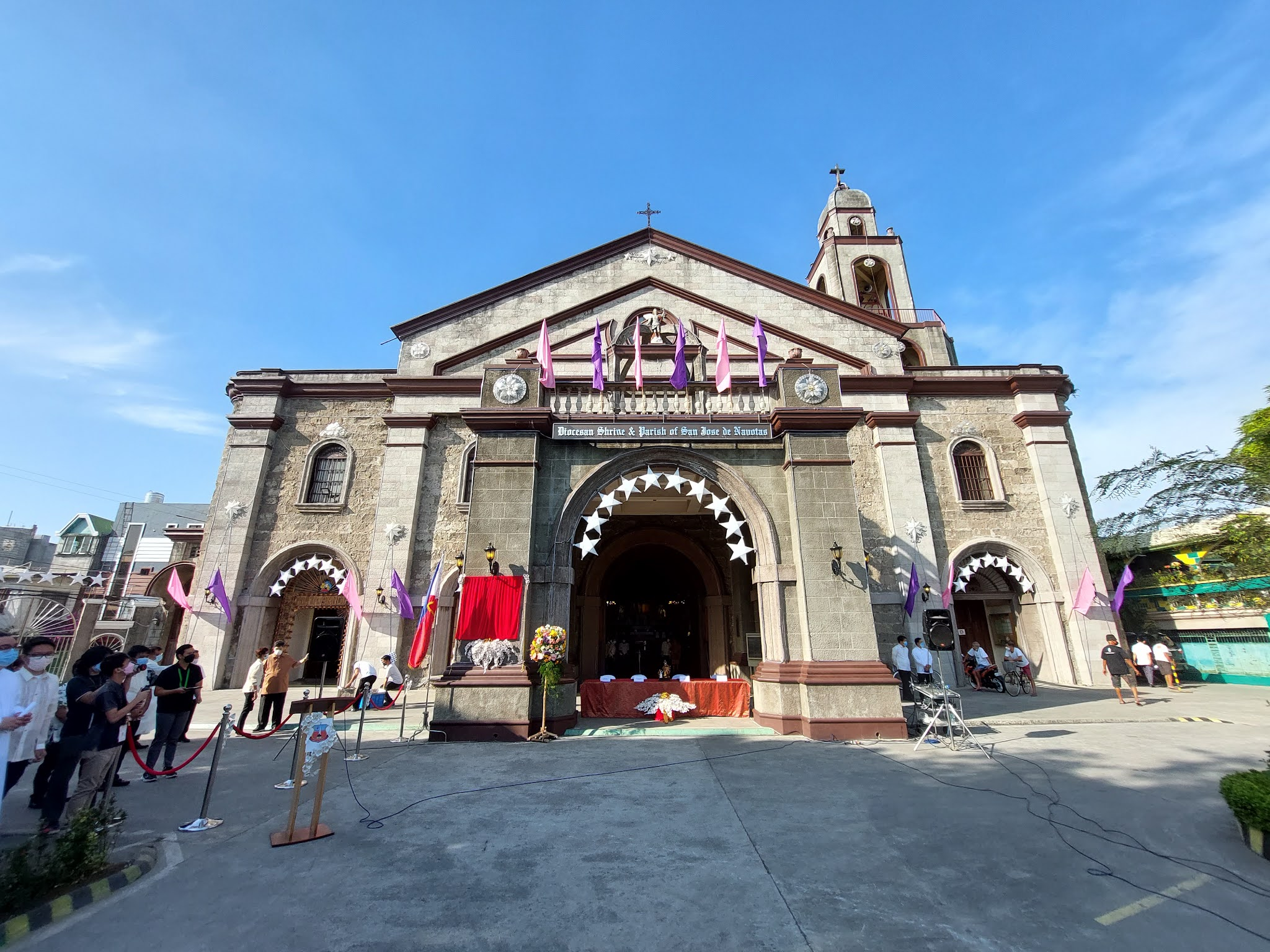
Єпархіальний храм і парафія Сан-Хосе-де-Навотас
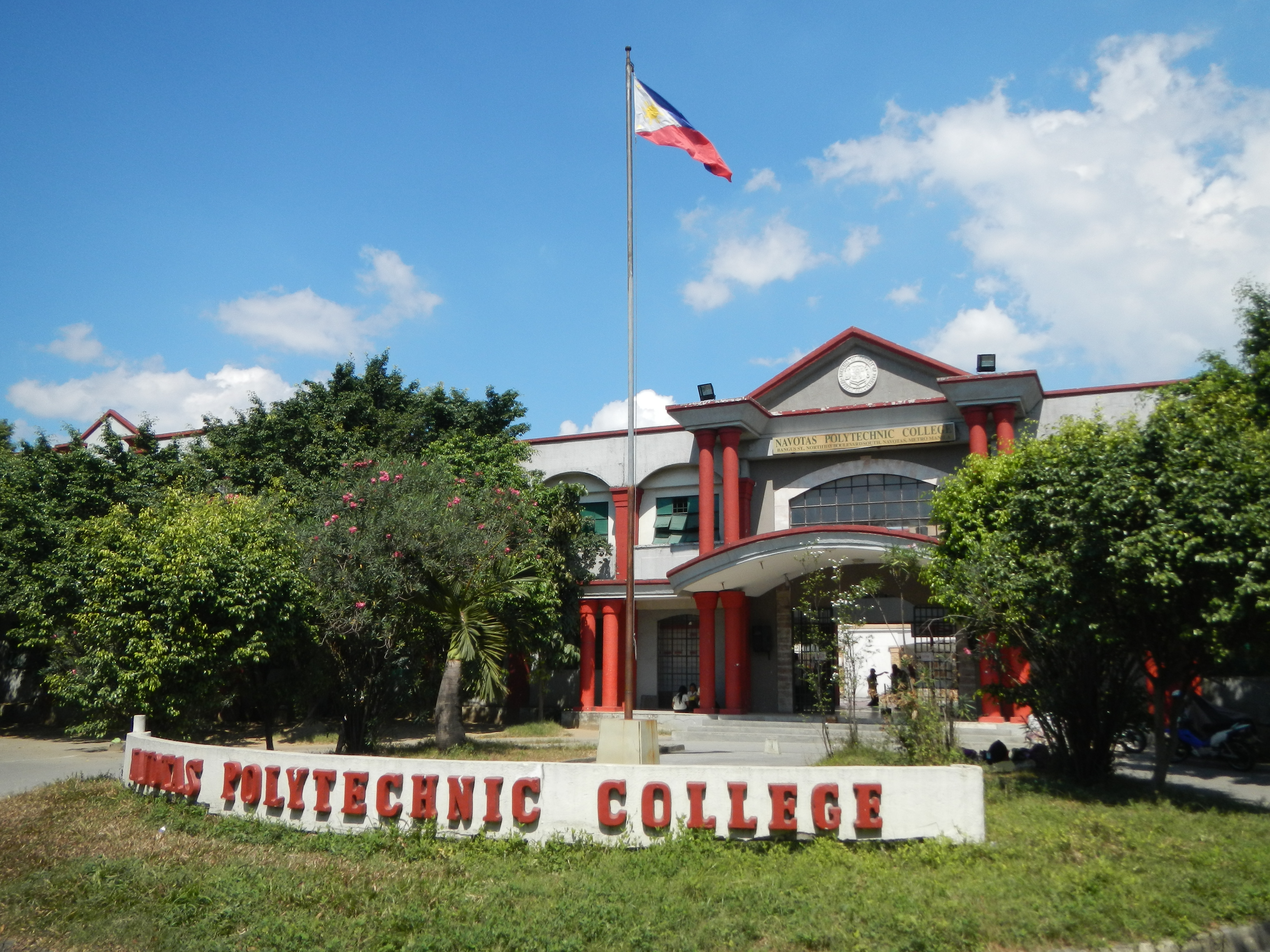
Навотський політехнічний коледж

1. 1 2  https://psa.gov.ph/classification/psgc/?q=psgc/barangays/137503000
2. ↑  https://web.archive.org/web/20180313115759/http://nap.psa.gov.ph/activestats/psgc/municipality.asp?muncode=137503000&regcode=13&provcode=75
3. 1 2 3  http://nap.psa.gov.ph/activestats/psgc/municipality.asp?muncode=137503000&regcode=13&provcode=75